# El Factor (kommun)
El Factor är en kommun i Dominikanska republiken.   Den ligger i provinsen María Trinidad Sánchez, i den östra delen av landet, 90 km norr om huvudstaden Santo Domingo. Antalet invånare i kommunen är cirka 24 000.